# Det er et spørgsmål om stil
Det er et spørgsmål om stil er en dansk dokumentarfilm fra 1978 instrueret af Ernst Johansen og efter manuskript af Kjeld Ammundsen.

## Handling
Portrætfilm om fire unge og deres forhold til rockergruppen Filthy Few.